# The Mask of Orpheus
The Mask of Orpheus è un'opera con musiche di Harrison Birtwistle, musica elettronica realizzata da Barry Anderson e libretto di Peter Zinovieff. È stata presentata in anteprima a Londra all'English National Opera il 21 maggio 1986 con grande successo di critica. Anche una versione registrata diretta da Andrew Davis e Martyn Brabbins ha ricevuto buone recensioni. Il lavoro dura circa tre ore.

## Trama
La struttura della trama dell'opera è complessa. Piuttosto che raccontare una storia partendo da A e passando da B a C, The Mask of Orpheus esplora il mito di Orfeo in più direzioni contemporaneamente, esaminando le varie contraddizioni che sono nelle varie versioni del mito.

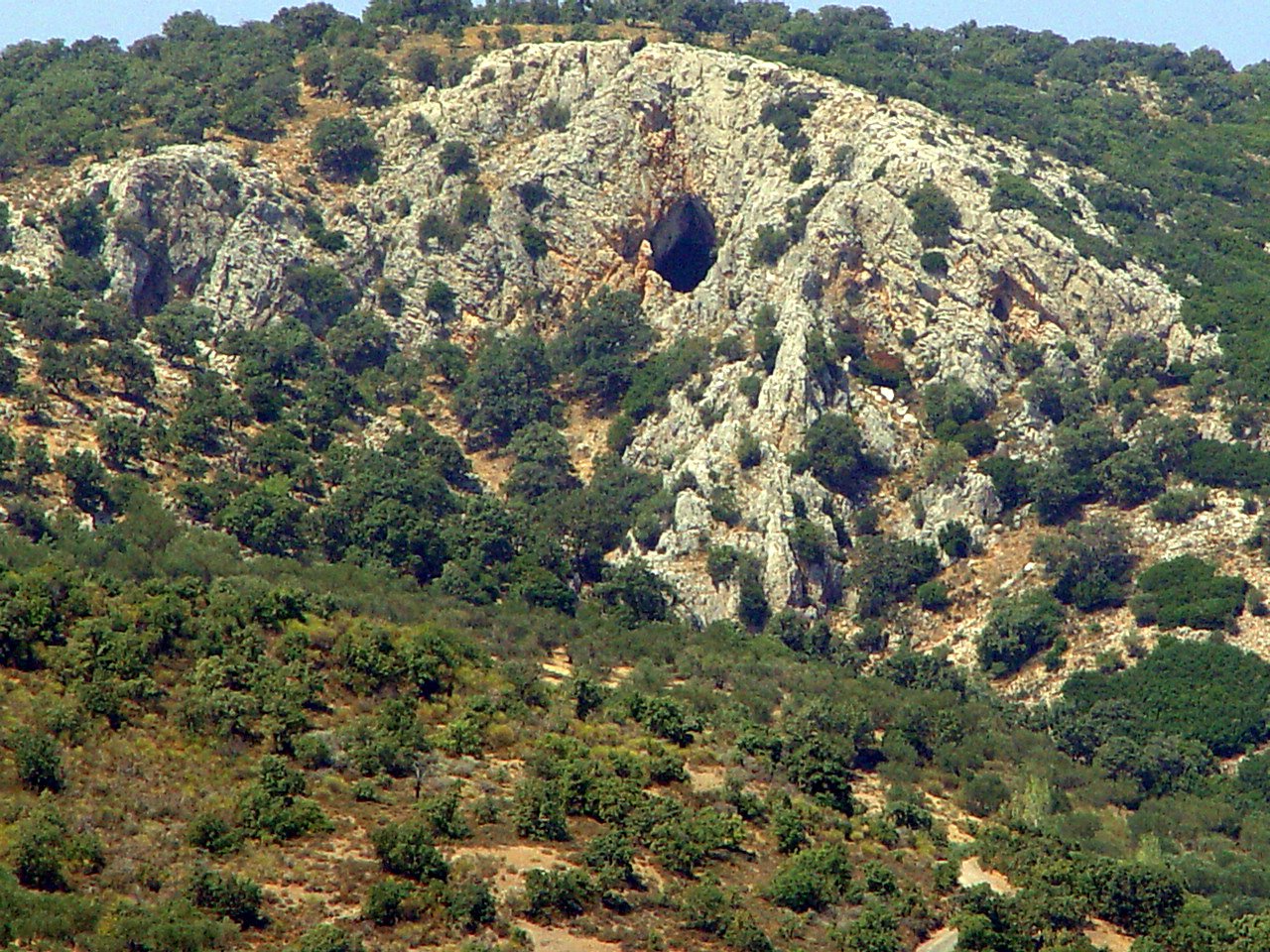
La grotta dell'oracolo di Orfeo ad Antissa, Lesbo

Lo fa un progetto scenico molto elaborato, in cui il palcoscenico è diviso in più aree diverse, ciascuna contenente la propria parte dell'azione. Inoltre, ciascuno dei personaggi principali, Orfeo, Euridice e Aristeo, appare in tre forme: come un cantante che rappresenta le loro forme umane; come un mimo, che rappresenta il loro io eroico, e come un burattino, che rappresenta i loro miti. Inoltre singoli eventi possono verificarsi all'interno dell'opera in diverse occasioni: come vengono predetti, come accadono e come vengono ricordati.
Un esempio di questo processo in atto è la seduzione di Euridice da parte di Aristeo. Quando visto per la prima volta nell'atto I, questo evento viene mostrato simultaneamente in due diverse versioni: in una, Euridice viene violentata da Aristeo prima di morire; nell'altro non lo è. Più tardi, nell'atto II, Orfeo ricorda questo evento, ma ora è Orfeo, non Aristeo, a sedurre Euridice prima della sua morte.
A causa della complessa struttura del lavoro, è difficile fornirne un riassunto dettagliato. Tuttavia la storia dell'opera potrebbe essere ampiamente definita come segue:

## Atto 1
Orfeo ed Euridice si innamorano e si sposano. In seguito Euridice muore per un morso di serpente e Orfeo consulta l'Oracolo dei Morti, con l'intenzione di seguirla negli Inferi.

## Atto 2
Orfeo arriva agli Inferi attraverso diciassette archi, ciascuno con un nome simbolico. Nel suo viaggio di ritorno crede che Euridice lo stia seguendo, ma in realtà è Persefone, il mimo Euridice. Orfeo torna per Euridice ma si rende conto che lei non può seguirlo. Orfeo si impicca. L'atto termina con Orfeo che si sveglia, rendendosi conto che il suo viaggio negli Inferi era un sogno.

### I diciassette archi
A ciascuno degli archi attraverso i quali Orfeo deve passare è assegnato un nome simbolico.
- 1° Arco - L'Arco della Campagna
- 2° Arco - L'Arco della Folla
- 3° Arco - L'Arco della Sera
- 4° Arco - L'Arco del Contrasto
- 5° Arco - L'Arco della Morte
- 6° Arco - L'Arco delle Ali
- 7° Arco - L'Arco dei Colori
- 8° Arco - L'Arco della Segretezza
- 9° Arco - L'Arco di Vetro
- 10° Arco - L'Arco dell'Edificio
- 11° Arco - L'Arco del Tempo
- 12° Arco - L'Arco degli Occhi
- 13° Arco - L'Arco dei Coltelli
- 14° Arco - L'Arco degli Animali
- 15° Arco - L'Arco delle Vesti (o Strade)
- 16° Arco - L'Arco del Sangue
- 17° Arco - L'Arco della Paura

## Atto 3
All'inizio di questo atto il tempo sta tornando indietro: Orfeo torna indietro, e torna negli Inferi ed Euridice muore ancora una volta. Poi il tempo avanza mentre Orfeo lascia di nuovo gli Inferi. Una versione della storia di Orfeo è che viene poi ucciso da un fulmine lanciato da Zeus, mentre un'altra è che viene smembrato dalle donne di Dioniso. Orfeo diventa quindi oggetto di un culto e di un oracolo. Il tempo scorre ancora una volta all'indietro e la morte di Orfeo viene recitata di nuovo e l'opera si conclude con il decadimento del mito di Orfeo.

## La musica elettronica
The Mask of Orpheus, oltre alla musica vocale e orchestrale, contiene una notevole quantità di musica elettronica, che è stata realizzata per conto di Birtwistle da Barry Anderson. La morte prematura di Anderson nel 1987 e la scarsità di bozze di disegni da lui lasciate, ha reso poco chiara una valutazione oggettiva della collaborazione. È stata sollevata la questione se Birtwistle avesse riconosciuto la reale portata della sua collaborazione con Anderson come collega compositore. Anderson annotò nel dettaglio la musica elettronica negli studi IRCAM di Parigi tra il 1981 e il 1984.
Ogni atto ha la sua "aura" elettronica, che procede continuamente, a volte in modo prominente, a volte in modo impercettibile; si ode la voce di Apollo in diverse occasioni come un suono elettronico che "parla" in una lingua inventata. Ci sono anche sei intermezzi puramente elettronici creati dalla manipolazione computerizzata dei suoni dell'arpa.

## La messa in scena
Jocelyn Herbert era stato incaricato di progettare le scene e i costumi per la prima dell'opera. La messa in scena era complessa, coinvolgeva soli, fiumi e una carrozza volante d'oro. Ogni cantante indossava una maschera, e cantava attraverso di essa. Grandi pupazzi furono creati per cambiare le proporzioni sul palco. Tutte le maschere e i costumi sono stati progettati per apparire senza tempo, in modo da evitare di collocare l'opera in un'epoca specifica.

## Strumentazione
- Legni: 3 ottavini, 4 flauti, 3 flauti contralto, flauto basso, 3 oboi, oboe d'amore, 3 corni inglesi, oboe basso, 2 clarinetti in mi bemolle, 3 clarinetti, 3 clarinetti bassi, clarinetto contrabbasso, 3 fagotti, 3 controfagotti, 3 sassofoni soprano
- Ottoni: 4 corni francesi, 4 trombe, 6 tromboni, 2 tube
- Strumenti ad arco: 3 arpe, chitarra elettrica, basso elettrico, mandolino elettrico
- Altro: 7 percussionisti, nastro, coro misto a 16 voci